# 克萊德鎮區 (密歇根州阿勒根縣)
克萊德鎮區（英語：Clyde Township）是位於美國密歇根州阿勒根縣的一個行政鎮區。

## 地方資料
克萊德鎮區的面積為91.80平方千米，當中陸地面積為90.10平方千米，而水域面積為1.70平方千米。根據2010年美國人口普查的數據，當地共有人口2060人，而人口密度為每平方千米22.44人。